# Переслідувач (фільм, 1928)
Переслідувач (англ. The Chaser) — американська кінокомедія режисера Гаррі Ленгдона 1928 року.

## Сюжет
Дружина, втомившись від чоловіка, який без зупину бенкетує, просить його про розлучення. Суддя, однак, придумує нове рішення — він змушує чоловіка зайняти місце дружини в домашньому господарстві — в тому числі одягатися, як вона — протягом 30 днів, щоб подивитися, що потрібно, щоб бути його дружиною.

## У ролях
- Гаррі Ленгдон — чоловік
- Гледіс МакКоннелл — дружина
- Хелен Хейуорд — мати дружини
- Бад Джеймісон — Бадді
- Чарльз Тьюрстон — суддя
- Френк Браунлі — коханець